# Der Fuchs und die Gänse

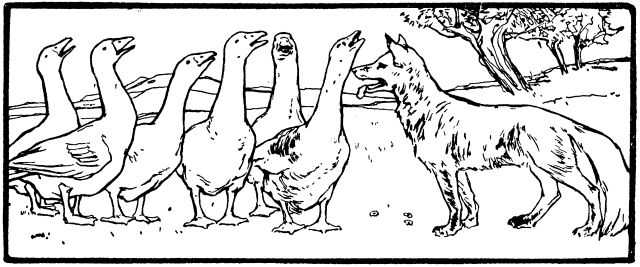
Der Fuchs und die Gänse. Illustration von Otto Ubbelohde

Der Fuchs und die Gänse ist ein Tiermärchen (ATU 227). Es steht in den Kinder- und Hausmärchen der Brüder Grimm an Stelle 86 (KHM 86). Zudem ist es in Österreich bekannt.

## Inhalt
Der Fuchs will eine Herde Gänse auffressen und hört auf keine Bitte als die, dass sie noch ein Gebet sprechen dürfen. Danach wollen sie sich dann für ihn in eine Reihe stellen. Eine nach der anderen beginnt zu gackern ga! ga!, und sie hören nicht mehr auf.
Der kurze Text endet mit der Bemerkung in Klammern: Und wenn sie ausgebetet haben, soll das Märchen weitererzählt werden, sie beten aber alleweile noch immer fort.

## Vergleiche
Das Märchen bildete als Nummer 86 den Abschluss des ersten Bandes der Kinder- und Hausmärchen, der 1812 erschien. Es hatte also ähnliche Funktion wie Der goldene Schlüssel (Nr. 200) als offener Abschluss der gesamten Märchensammlung.
Die Kinder- und Hausmärchen enthalten eine ganze Reihe kurzer fabel- oder schwankartiger Texte, die dazu zu dienen scheinen, einzelne Märchenwesen zu charakterisieren: Der alte Sultan, Der Hund und der Sperling, Die drei Glückskinder, Der Wolf und der Mensch, Der Wolf und der Fuchs, Der Fuchs und die Frau Gevatterin, Der Fuchs und die Katze, Märchen von der Unke, Der Fuchs und das Pferd, Die Eule, Der Mond.
Das Märchen steht auch in Josef Haltrichs Deutsche Volksmärchen aus dem Sachsenlande in Siebenbürgen (Berlin 1856) an Stelle Nr. 114 und trägt dort den Titel Der Fuchs wird von den Gänsen überlistet. Eine ähnliche Version, bei der eine Gans darum bittet noch einmal tanzen zu dürfen, was es ihr dann ermöglicht wegzufliegen, findet sich unter dem Titel Der Fuchs und die Gans (Nr. 3) in Heinrich Pröhles Märchen für die Jugend (Halle 1854).

## Parodie
In Janoschs Parodie meint die älteste Gans, den Fuchs hinzuhalten, schweigt daher, als er die eine oder andere auffrisst und führt ihn in den Stall, wo er schließlich allen nur die Köpfe abbeißt.